# Пхрэ (аэропорт)
Аэропорт Пхрэ (тайск. ท่าอากาศยานแพร่), (ИАТА: PRH, ИКАО: VTCP) — гражданский аэропорт, обслуживающий коммерческие авиаперевозки города Пхрэ (одноимённой провинции, Таиланд). Находится под управлением государственной компании Аэропорты Таиланда.

## Общие сведения
Аэропорт Пхрэ расположен на высоте 164 метра над уровнем моря и эксплуатирует одну взлётно-посадочную полосу 01/19 размерами 1500х30 метров с асфальтовым покрытием.